# 新竹市公共自行車租賃系統
新竹市公共自行車租賃系統是臺灣新竹市的公共自行車租賃系統，由新竹市政府交通處與微笑單車公司合作建置，採用YouBike系統，於2016年5月26日開始營運，截至2018年6月11日共設有49個站點。
2022年7月12日YouBike2.0系統正式啟用。YouBike 1.0系統於2023年6月1日起正式停止營運。

## 歷史
2014年11月7日當時的新竹市市長許明財與臺北市市長郝龍斌共同簽署合作意向書，推動建置公共自行車系統（當時訂名為WindBike）。2015年7月9日新竹市政府宣布建置公共自行車系統，2015年12月31日新竹市政府與微笑單車股份有限公司簽約，宣布共同建置「新竹市公共自行車租賃系統」，並表示預計於2016年上半年完成10個站點，年底前完成30個站點並提供750輛公共自行車。2016年5月26日系統試營運啟用，共開放10個站點。2016年8月15日系統新增5個站點。2016年8月28日起前30分鐘租借費用由免費改為10元。2016年10月20日系統新增3個站點。2016年11月21日系統新增3個站點，總計有525輛自行車。2016年12月22日系統新增5個站點，總計有650輛自行車。2016年12月26日系統新增4個站點，總計有750輛自行車。2017年3月29日系統新增3個站點。2017年6月8日系統新增4個站點。2017年7月27日系統新增3個站點。2017年9月15日系統新增1個站點。2017年11月9日系統新增3個站點。2017年12月28日系統新增1個站點。2018年1月10日系統新增2個站點。2018年6月11日系統新增2個站點。

## 站點

香山車站前的租借站。

原YouBike1.0系統最終設置共50個租賃站點，於2023年6月1日起正式停用，並原址更換為YouBike 2.0系統。
截至2025年6月10日，YouBike 2.0系統在新竹市3個行政區中共設有108個站點，分別於東區（64站）、北區（25站）、香山區（19站）。

## 租借方式
新竹市公共自行車租賃系統採用24小時開放的無人自動化管理系統，可甲站租乙站還，使用者可以利用官方網站、官方App、各站自動服務機（Kiosk）或服務中心等方式加入會員，使用註冊的電子票證即可租借自行車，另外還可利用信用卡至自動服務機辦理單次租車。

## 租借費率
- 會員租借2小時內每30分鐘10元，2小時至4小時內每30分鐘20元，超過4小時以上每30分鐘40元。

- 如跨區借還自行車，將酌收跨區調度費：
  - 新竹市騎至臺北市/新北市歸還，或臺北市/新北市騎至新竹市歸還，需收調度費用630元。
  - 新竹市騎至嘉義市歸還，或嘉義市騎至新竹市歸還，需收調度費用810元。
  - 新竹市騎至高雄市歸還，或高雄市騎至新竹市歸還，需收調度費用940元。
  - 新竹市騎至臺中市歸還，或臺中市騎至新竹市歸還，無需加收調度費用。

## 外部連結
- YouBike 公共自行車
- YouBike桃竹苗粉絲團的Facebook專頁